# مختطف (فلم 1915)
مختطف (بالإنجليزية: Shanghaied)، يعرف أيضا بأسم (تشارلي بحار)، وهو فيلم كوميدي أمريكي صامت من عام 1915 تأليف وإخراج وبطولة تشارلي تشابلن، تم إنتاجه في استوديوهات إساناي.

## القصة
يعتزم مالك SS Vaquero إحباط سفينته في رحلته الأخيرة للحصول على أموال التأمين التي تشتد الحاجة إليها. يتعاون مع قبطان السفينة للقيام بالمهمة باستخدام براميل الديناميت. في هذه الأثناء ، ابنة القبطان تقع في حب تشارلي ، المتشرد. يرى والدها ابنته وتشارلي يتعانقان عاطفيًا ويرفض على الفور. يفصل بينهما بعنف. تشارلي يترك الحزن. يمر بجانب الرصيف حيث رست سفينة SS Vaquero. عرض مساعد للقبطان على تشارلي 3 دولارات لمساعدته في شنغهاي لثلاثة بحارة لطاقم جديد. يوافق تشارلي ويخضع ثلاثة رجال بنجاح بمطرقة. يتم إلقاء كل منهم على سطح السفينة فاقدًا للوعي. بعد أن دفع القبطان تشارلي أجره البالغ 3 دولارات ، تم ضربه أيضًا على رأسه بمطرقة ورمي على متن سفينة SS Vaquero. منزعجًا من قيام والدها بإفساد علاقتها الرومانسية ، تتركه ابنته رسالة موجزة تقول فيها إنها تبتعد عن سفينة SS Vaquero للهروب منه. الأب ذعر. بعد أن أدرك أن ابنته ستكون على متن السفينة عندما يتم تفجيرها بالديناميت ، قام بقيادة زورق صغير لمحاولة الوصول إليها قبل أن تغرق سفينته. في هذه الأثناء ، يخلق تشارلي كل أنواع الخراب الكوميدي على سطح السفينة وأثناء المساعدة في المطبخ. أثناء محاولته التعامل مع دوار البحر خلال عاصفة قوية ، يجد تشارلي ابنة المالك في الطابق السفلي. بعد ذلك بوقت قصير ، قام المتعاونون بإعداد الفتيل للديناميت وهربوا بواسطة زورق التجديف. يرى تشارلي الديناميت ويقذفه في البحر حيث ينفجر في قارب المتعاونين. ينقذ والدها تشارلي وابنة القبطان الذي يشعر بالامتنان بشكل غريب لتشارلي لدوره في إنقاذها. تشارلي يتظاهر بقفزة انتحارية في المحيط. ومع ذلك ، يخرج على الجانب الآخر من قارب المالك ويركل المالك في الماء.

## طاقم التمثيل
- تشارلي تشابلن - الصعلوك
- إدنا بيرفيانس - ابنة صاحب السفينة
- ويسلي روغلز - مالك السفينة
- بود جاميسون - الزميل الثاني، الرجل الآخر
- بيلي أرمسترونغ - أول بحار مختطف
- بادي ماغواير - ثاني بحار مختطف
- ليو وايت - ثالث بحار مختطف
- جون راند - طباخ السفينة
- فريد غودوينس - خادم الكبينة
- لي هيل - بحار بقبعة المطر

## وصلات خارجية
- الفيلم القصير Shanghaied متوفر للتحميل من موقع أرشيف الإنترنت [المزيد]
- مقالات تستعمل روابط فنية بلا صلة مع ويكي بيانات